# Tramwaje w Archangielsku

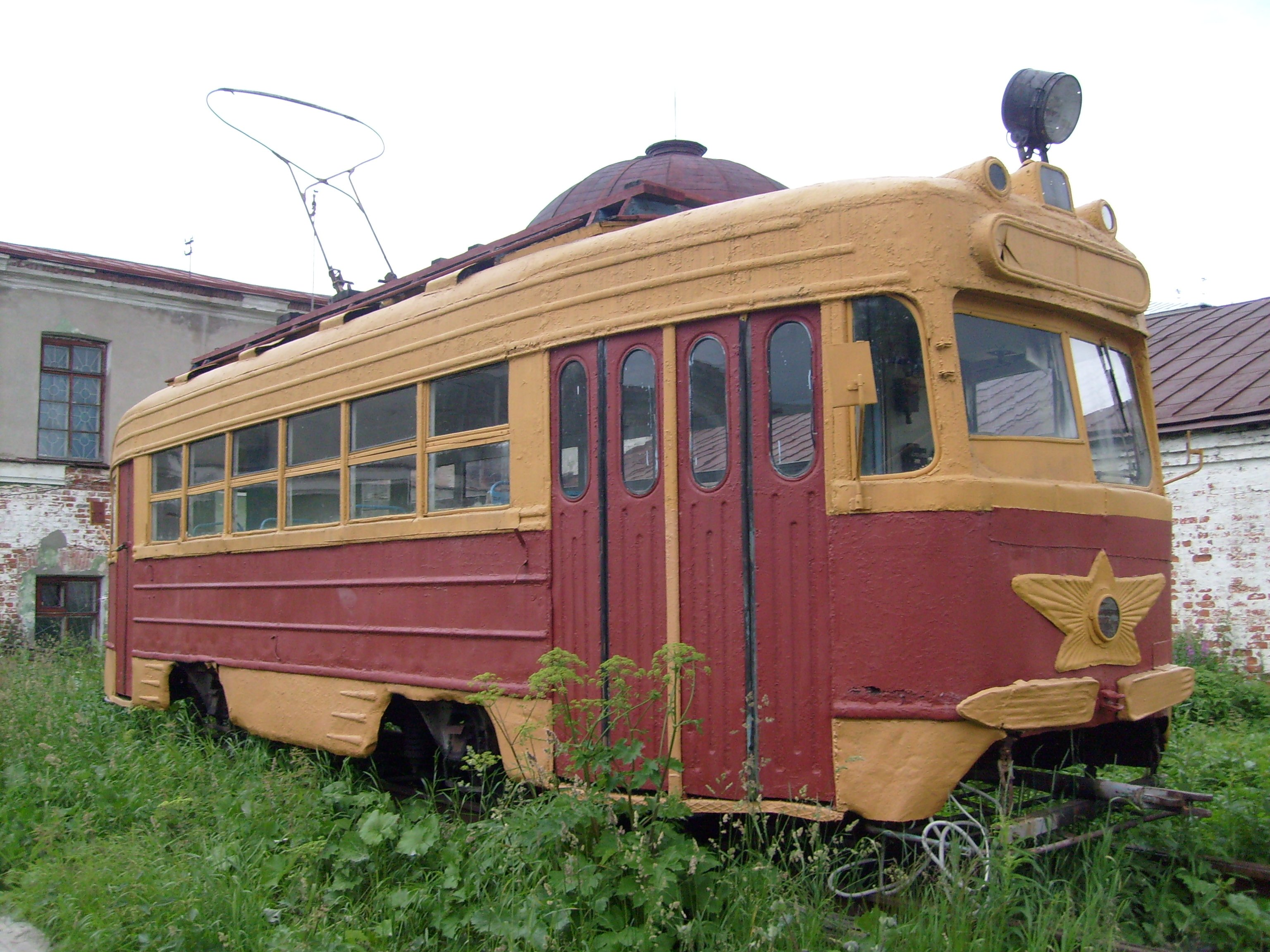
Tramwaj KTM-1 nr 8

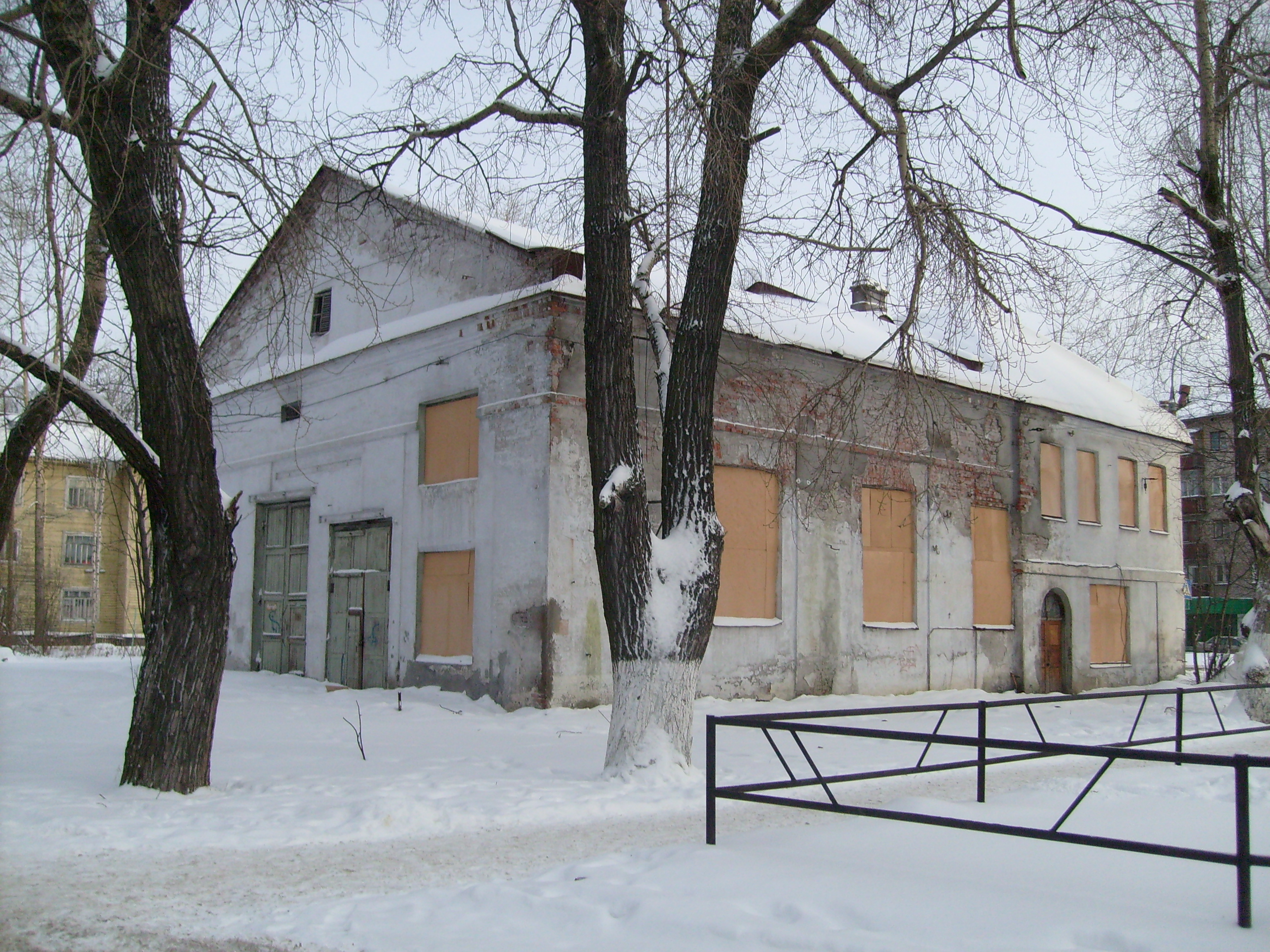

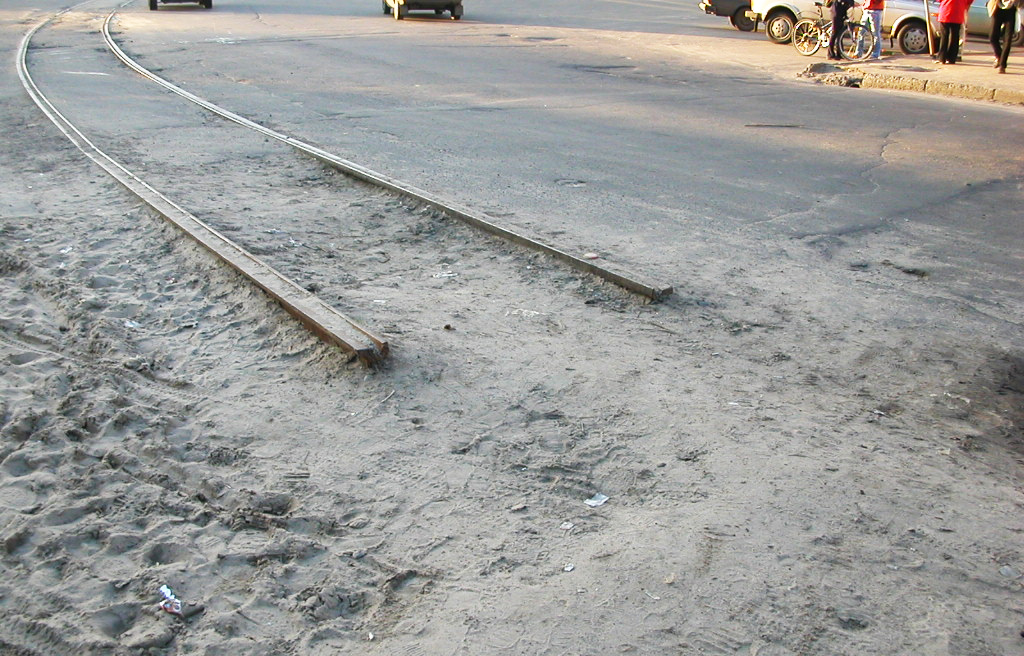

Tramwaje w Archangielsku − zlikwidowany system komunikacji tramwajowej w rosyjskim mieście Archangielsk, działający w latach 1916–2004.

## Historia
Budowę tramwajów rozpoczęto w 1914. Tramwaje otwarto 26 czerwca 1916. Do 1956 w Archangielsku funkcjonowały dwie osobne sieci: w mieście i na wyspie Sołombała. Do czasu wybudowania mostu Kuznieczewskiego zimą układano tory na lodzie na rzece Кузнечиха. W 2000 zamknięto jedną linię tramwajową o nr 5, która kursowała na trasie: Октябрят (zajezdnia tramwajowa) – ul. Gagarina. Na wyspie Sołombała tramwaje zlikwidowano w 2002. Również w 2002 zamknięto 2 linie:
- 3: СРЗ Красная кузница – ул. Баумана
- 4: СРЗ Красная кузница – ул. Малиновского

Kolejne linie zlikwidowano w 2003, były to linie o nr 1 i 2. Po likwidacji linii nr 2 linię nr 2К przenumerowano na linię nr 2. Ostatnią linię tramwajową w Archangielsku o nr 2 zamknięto 21 lipca 2004. W mieście działało łącznie 6 linii tramwajowych (1, 2, 2К, 3, 4 i 5).
Po likwidacji w 1961 roku sieci tramwajowej w Kirunie w Szwecji, Archangielsk był najbardziej wysuniętym miastem na północ, które posiadało tramwaje. Po jej likwidacji najbardziej wysunięta na świece stała się sieć tramwajowa w Trondheim.

## Tabor
W ostatnich latach funkcjonowania tramwajów w Archangielsku eksploatowano następujące typy tramwajów:
- LM-93 – 20 tramwajów
- RVZ-6

Do 2002 eksploatowano także przegubowe tramwaje LVS-86T w ilości 6 sztuk. Tramwaj KTM-1 o numerze 8 zachowano jako pomnik.

## Mapa sieci

Sieć tramwajowa w Archangielsku przed likwidacją (wersja interaktywna)
Legenda: trasy tramwajowe